# Википедия на языке волапюк
Википе́дия на языке́ волапю́к (Vükiped Volapükik) — раздел Википедии на искусственном языке волапюк. Создан в феврале 2003 года, но развиваться начал только с января 2004 года. В настоящее время является третьим среди разделов Википедии на искусственных языках, уступая Википедии на языке эсперанто и Википедии на языке идо.
Данный языковой раздел наиболее примечателен тем, что ставит вопросы о роли ботов в Википедии: именно в 2007 году нём впервые среди языковых разделов Википедии была осуществлена масштабная заливка статей, что вызвало споры и инициировало разработку политики и альтернативных мер оценок качества Википедии помимо числа статей. Большое количество статей, созданных ботом, привлекло внимание к языку волапюк, который часто иллюстрирует степень многоязычия Википедии на национальных языках, языках малых народов, мёртвых и искусственных языках.
По состоянию на 10:28 (UTC) 16 июля 2025 года раздел содержит 43 383 статьи, занимая по этому параметру 109-е место среди всех языковых разделов.
В разделе зарегистрировано 38 423 участника, двое из них имеют статус администратора; 34 участника совершили какие-либо действия за последние 30 дней; общее число правок за время существования раздела составляет 3 314 786.

## История
Раздел был создан в феврале 2003 года вместе с Хорватским, Литовским, Армянским и Бихарским разделами, но только на июль викистатистика сообщает о первом участнике. 27 января 2004 года была создана первая версия главной страницы. К этому времени число статей возросло с 8 до 14.
В январе 2007 года википедист Сержио Мейра из Бразилии под ником Smeira начал активно использовать бота под названием SmeiraBot для создания многих новых статей на темы, связанные с волапюком, а затем начал добавлять статьи-заготовки о городах, в первую очередь во Франции, Италии и Соединённых Штатах. К тому моменту как он запустил бота, в разделе было около 760 статей. MalafayaBot был ещё одним активным ботом в разделе: он служил в первую очередь для приветствия новых пользователей, добавления межъязыковых ссылок, и очистки устаревших файлов, но также создал сотни заготовок об отдельных годах. 6 июня Мейра подал заявку на открытие Викитеки на Волапюке, однако решения по запросу так и не было принято.
С июня по сентябрь 2007 года число статей в разделе стало возрастать особенно быстро благодаря ботозаливкам. Начиная всего с 5000 статей в июне, 23 августа 2007 года количество статей в разделе превысило 50 тысяч. 5 сентября 2007 года в данном разделе количество статей составило более 90 тысяч, тем самым раздел на волапюке стал крупнейшим в Википедии на искусственном языке, обогнав раздел на эсперанто. 8 сентября 2007 года, благодаря очередной «заливке» статей ботом, раздел на языке волапюк стал 15-м, достигшим рубежа в 100 тысяч статей. К ноябрю того же года в нём было более 110 000 статей. Став, таким образом, одним из крупнейших разделов по числу статей, Википедия на языке волапюк получила значительное внимание со стороны сообщества Википедии, блогеров и даже некоторых средств массовой информации.
В начале сентября того же года деятельность Мейры подверглась критике со стороны нескольких Википедистов, включая Чака Смита, основателя Википедии на эсперанто, который задал вопрос о его предпочтении «количества в ущерб качеству».

В мире есть только около 20-25 других волапюкистов; половина из них новички и могут только читать или писать основные вещи; большинство из немногих людей, которые достаточно хороши, чтобы писать статьи, на самом деле не заинтересованы в компьютерах, Интернете или Википедии. Я отправлял электронные письма людям и группе Yahoo Volapük, я отправлял письма в маленький информационный бюллетень на волапюке с просьбой о сотрудничестве; ничего не произошло. В результате получается, что Волапюкская Википедия в значительной степени является проектом одного человека, и я отвечаю за неё. <…>
Я подумал, что мог бы попытаться привлечь новых людей, заинтересованных в изучении языка и внесении вклада, сделав что-то немного сумасшедшее — например, увеличив размер Волапюкской Википедии так быстро, как я мог, используя программы на Питоне для копирования и вставки информации в предварительно переведённые шаблоны. Во многих Википедиях это уже было сделано (я на самом деле взял эту идею из статей о городах США в английской Википедии).
Оригинальный текст (англ.) The Volapük wikipedia can never be a big wikipedia; or even a really good wikipedia. There are only about 20-25 other Volapükists in the world; half of them are beginners and can only read or write basic stuff; most of the few people who are good enough to write articles are not really interested in computers, the internet, or wikipedia. I've sent e-mails to people and to the Volapük Yahoo group, I've sent letters to the little Volapük newsletter asking for cooperation; nothing happened. The result is that the Volapük wikipedia is pretty much a one-person project, with me being responsible for it. I had at first a colleague, Manie, also a sysop (he was, by the way, the one who started entering small city stubs), but after a while it seems he got more interested in the Afrikaans wikipedia (Afrikaans is his native language). So I stayed alone; and one person cannot build a good wikipedia ("single-person bias", i.e. I'm interested in certain things that I can write about, but not everything, and the things I don't know won't be well represented, etc.). <...>

I thought I could try to get some new people interested in learning the language and contributing by doing something a little crazy — like increasing the size of the Volapük Wikipedia as fast as I could, with Python programs for copying and pasting information onto pre-translated templates. In many Wikipedias this had already been done (I actually got the idea from the US city articles in the English Wikipedia).

21 сентября 2007 года на Мета-вики началось обсуждение возможности закрытия раздела, в итоге было решено сохранить его. Основатель Википедии Джимми Уэйлс в ноябре 2007 года попросил исключить раздел из списка всех разделов Википедий, отсортированных по размеру. 25 декабря 2007 года был создан второй, «более сбалансированный запрос», предполагающий радикальную очистку раздела путём удаления всех созданных ботом статей и перемещения оставшихся в Инкубатор Викимедиа. Данное предложение, несмотря на то, что его поддержал Джимми Уэйлс, также было отклонено 28 января 2008 года. 18 июля 2007 года была подана заявка о закрытии Викисловаря на этом языке, что было одобрено 26 апреля 2008 года.
Хотя никаких санкций применительно к разделу применено не было, однако произошедшие массовые заливки инициировали разработку политики и альтернативных мер оценок качества разделов в Википедии. Так, было замечено, что раздел Википедии на языке волапюк стал вторым из крупных разделов (вслед за ломбардским) с показателем «глубины» (грубый показатель качества содержимого раздела), близким к нулю.
В апреле-мае 2008 года Smeira потерял интерес к проекту. 23 апреля 2008 года последнюю правку сделал SmeiraBot. С тех пор количество статей в разделе оставалось относительно стабильным, в то время как качество совместной работы издания увеличилось, так как больше усилий уделяется улучшению текущих статей, чем созданию новых, что привело к росту показателя глубины.
23 сентября 2009 года Википедия на эсперанто перегнала википедию на Волапюке по числу статей, и она остаётся крупнейшим разделом Википедии на искусственном языке по сей день.
26 апреля 2012 года был подан запрос на закрытие Викиучебника на Волапюке. 8 июня того же года было принято решение закрыть проект.
В дальнейшем число правок в разделе (до переноса викиссылок на мета-вики) возрастало в основном благодаря интервики-ботам. Количество правок в сутки редко превышает 15. По причине незначительного увеличения числа статей, Волапюкская Википедия со временем опускается в списке разделов, отсортированных по числу статей.
В течение 2022 года количество статей в проекте заметно снизилось, по состоянию на сентябрь 2022 года их около 32 тысяч. В результате вторую позицию среди разделов Википедии на искусственных языках занимает Википедия на языке идо, а Волапюкская Википедия лишь третья.